# Thảm sát Khojaly

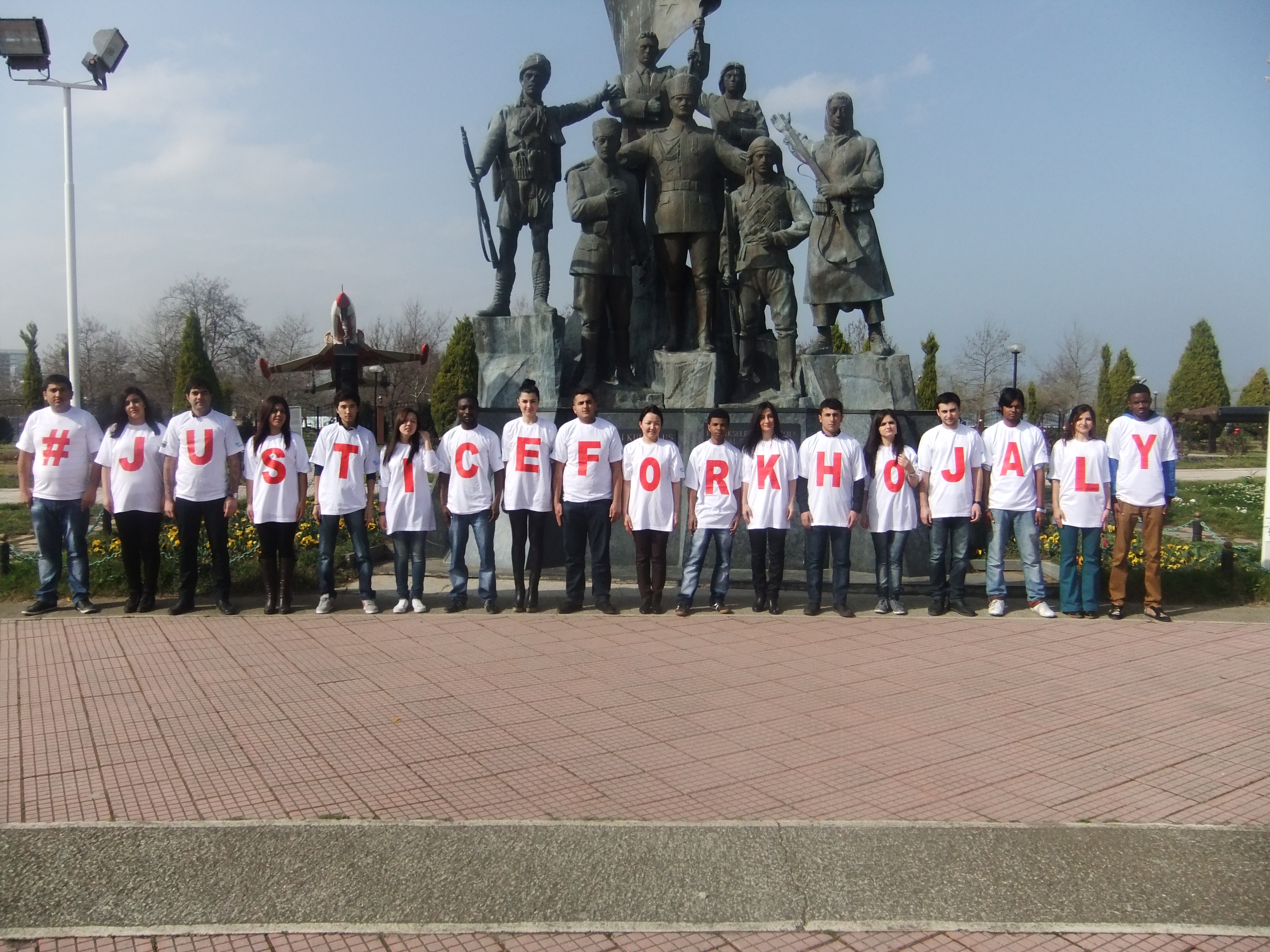
Tượng đài tưởng niệm thảm sát Khojaly ở Thành phố México

Thảm sát Khojaly (tiếng Azerbaijani: Xocalı soyqırımı) là một cuộc thảm sát do những người Armenia vũ trang theo chủ nghĩa dân tộc cực đoan gây ra cho ít nhất 161 thường dân Azerbaijan tại thành phố cổ Khojaly trong các ngày 25 và 26 tháng 2 năm 1992.

## Bối cảnh lịch sử
Khojali (hay Khojaly trong tiếng Azerbaijani: Xocalı), hoặc Ivanyan (hay Ivanian trong tiếng Armenia: Իվանյան), còn được viết là Ay-Khodzhaly, Khodgalou, Khodzhalv, Khodzhaly, Khojalu, Khozhali... là một thành phố dưới quyền kiểm soát thực tế của Cộng hòa Nagorno-Karabakh dù trên danh nghĩa quốc tế, nó thuộc chủ quyền của Azerbaijan.
Khu vực Nagorno-Karabakh có dân cư chủ yếu là người Armenia là khu vực tranh chấp giữa Armenia và Azerbaijan khi hai quốc gia độc lập từ Đế quốc Nga vào năm 1918. Sau khi Liên Xô thiết lập quyền kiểm soát đối với khu vực, họ tạo ra tỉnh tự trị Nagorno-Karabakh (NKAO) thuộc Cộng hòa Xã hội chủ nghĩa Xô viết Azerbaijan vào năm 1923. Cuối thập niên 1980, vào những năm cuối cùng của Liên Xô, khu vực lại trở thành một vấn đề tranh chấp giữa Armenia và Azerbaijan, khi cộng đồng đa số là người Armenia muốn sáp nhập vào Armenia thay vì nằm dưới sự kiểm soát của chính quyền thiểu số Azerbaijan.
Yêu cầu sáp nhập với Armenia, ban đầu diễn ra một cách hòa bình; nhưng khi Liên bang Xô Viết bắt đầu tan rã, đã biến thành một cuộc xung đột bạo lực giữa hai nhóm sắc tộc, dẫn đến những tố cáo về các hành vi thanh lọc sắc tộc từ cả hai phía. Chiến sự càng lúc càng gia tăng giữa chính quyền Azerbaijan muốn dập tắt phong trào ly khai tại Nagorno-Karabakh và những người Armenia ly khai, được hỗ trợ vũ trang bởi Cộng hòa Armenia.
Đỉnh điểm của các cuộc xung đột nổ ra khi Nghị viện Nagorno-Karabakh bỏ phiếu ủng hộ việc gia nhập Armenia ngày 20 tháng 2 năm 1988. Tuyên bố ly khai khỏi Azerbaijan là kết quả của sự "bất bình kéo dài từ phía cộng đồng người Armenia ở Nagorno Karabakh do sự cấm đoán tự do tôn giáo và văn hóa bởi chính quyền trung ương Xô Viết và nhà cầm quyền Azerbaijan", nhưng quan trọng hơn, là cuộc xung đột lãnh thổ. Khi Azerbaijan tuyên bố độc lập, một cuộc trưng cầu dân ý được tổ chức tại tỉnh tự trị Nagorno-Karabakh và khu vực Shahumian lân cận, do cộng đồng Armenia chiếm đa số, bỏ phiếu tuyên bố ly khai khỏi Azerbaijan và tuyên bố thành lập nhà nước Cộng hòa Nagorno-Karabakh, và Chiến tranh Nagorno-Karabakh chính thức bùng nổ.

## Cuộc thảm sát tàn bạo
Khojaly nằm cách chừng 7 km về phía bắc Stepanakert với dân cư từ 6 đến 10 ngàn người, nằm trên trục đường bộ duy nhất nối liền Armenia với vùng Karabakh xuyên qua vùng núi hành lang Lachin. Trong thành phố có một sân bay và là sân bay duy nhất ở vùng này. Thêm vào đó, Khojaly còn đóng vai trò căn cứ pháo binh kể từ ngày 23 tháng 2, bắn phá các đơn vị Armenia và SNG (với phần lớn là các binh sĩ người Armenia) đồn trú tại thủ phủ Stepanakert. Do vị trí chiến lược đó, các đơn vị quân sự Armenia đã tiến hành bao vây và cô lập thành phố. Đến cuối tháng 2 năm 1991, Khojaly hầu như đã bị phong tỏa hoàn toàn.
Ngày 26 tháng 2, các lực lượng Armenia (gồm cả quân đội Armenia, Nagorno-Karabakh và các binh sĩ người Armenia trong trung đoàn 366 của SNG hỗ trợ với các xe bọc thép), mở cuộc tấn công đánh chiếm Khojaly. Trước đó, phía Armenia đã tuyên bố họ sẽ tấn công, nhưng bỏ ngỏ một hành lang cho dân thường chạy tị nạn. Sau những đợt pháo kích trấn áp, quân Armenia dễ dàng đè bẹp quân phòng thủ và bắt đầu tiến vào thành phố. Quân Azerbaijan cùng dân chúng bỏ chạy về thành phố Agdam ở phía bắc, vẫn còn do người Azeri kiểm soát. 
Theo phía Azerbaijan và một số tổ chức khác, và tiểu sử của một chỉ huy cao cấp Armenia, Monte Melkonian, do anh trai của ông ghi lại và xuất bản,, sau khi các lực lượng Armenia chiếm được Khojaly, họ tiến hành thảm sát hàng trăm dân thường Azerbaijan chạy di tản khỏi thị trấn. Lực lượng tiến công tiếp đó truy kích những người bỏ chạy và bắn vào họ, khiến cho hàng chục người thiệt mạng. Không có con số chính xác về số người thiệt mạng, nhưng ước tính tối thiểu có 485 người chết. Theo phía Azerbaijan, trong thời gian từ 25–26 tháng hai, có 613 thường dân, trong đó có 106 phụ nữ và 83 trẻ em, bị thiệt mạng.

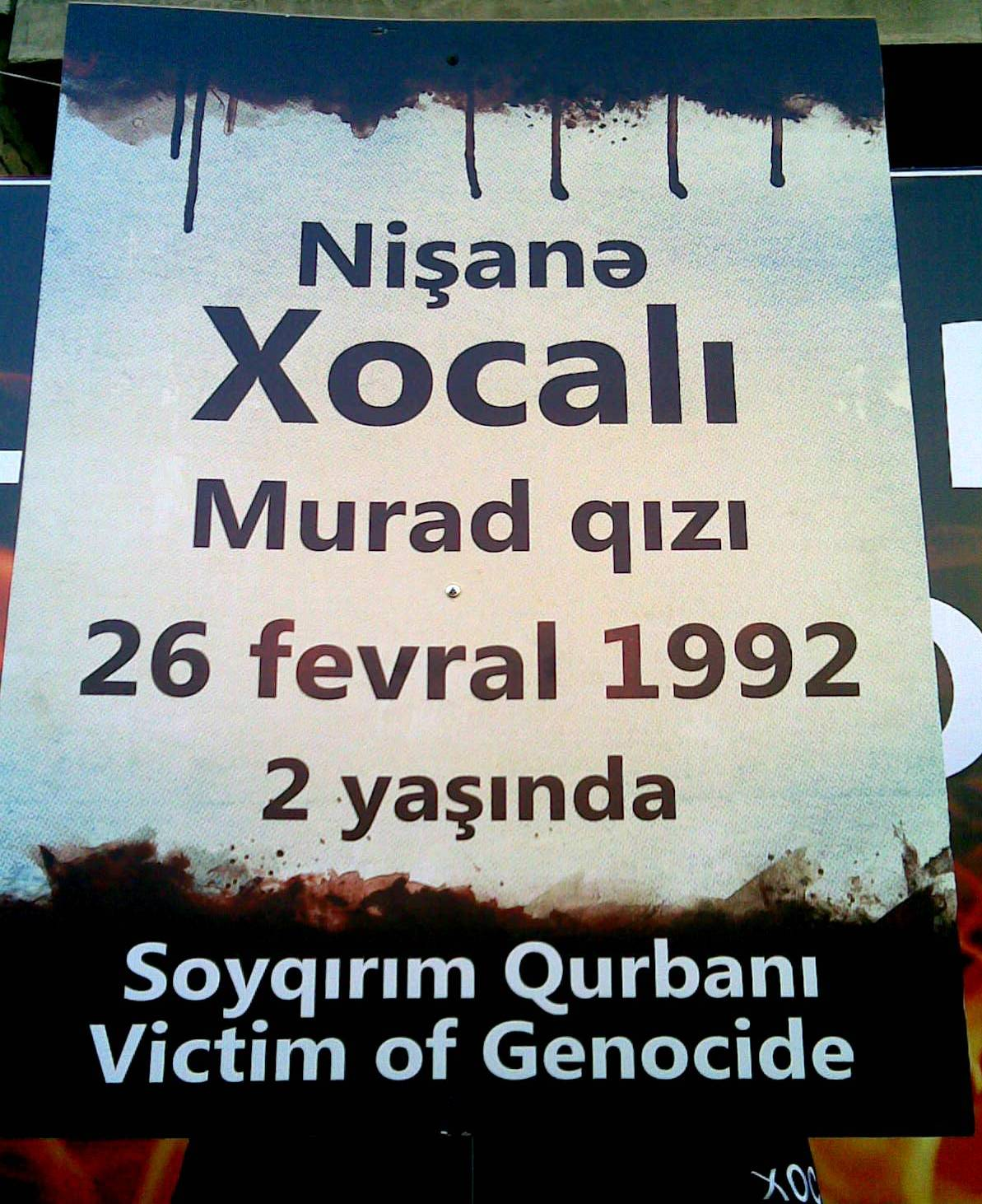
Nạn nhân diệt chủng - bé 2 tuổi

Đối mặt với cáo buộc thảm sát dân thường, chính quyền Armenia bác bỏ việc thảm sát xảy ra, và xác nhận chiến dịch tấn công nhằm khóa họng pháo binh từ Khojaly. Họ giữ nguyên lập trường là phần lớn số dân thường thiệt mạng do bị mắc vào giữa hai làn đạn của quân Armenia và Azeri. Theo báo cáo của tổ chức quyền con người Helsinki Watch, cho biết, quân đặc nhiệm Azerbaijan OMON và "dân quân, mặc quân phục và mang theo vũ khí, chạy lẫn vào dân thường", có lẽ là nguyên nhân khiến lực lượng Armenia nổ súng vào họ.

## Tưởng niệm

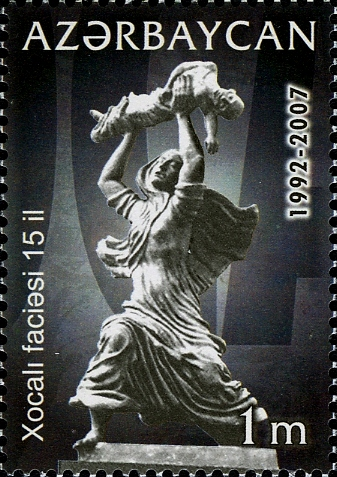
Tem của Azerbaijan, 2007

Phía Azerbaijan phản ứng mãnh liệt với cuộc thảm sát. Ngày 24 tháng 2 năm 1994, Quốc hội Azerbaijan (Milli Majlis) đã thông qua Nghị quyết “Về Ngày diệt chủng Hojala”.. Heydar Aliyev, Tổng thống Azerbaijan 1993-2003, tuyên bố:
“Thảm họa Hojala là một trong những thảm họa lớn nhất của loài người trong thế kỷ XX. Sự thật về việc diệt chủng ở Hojala cần phải được cả thế giới biết đến một cách toàn diện, để những thảm họa như thảm họa Hojala, thảm họa có một không hai về mức độ tàn bạo, không thể lặp lại ở bất kỳ một ngõ ngách nào của thế giới. Cần phải làm việc một cách nghiêm túc, với một mục tiêu rõ rệt để tất cả những người trung thành với chủ nghĩa nhân đạo có thể bày tỏ quan điểm dứt khoát của mình đối với thảm họa này”.
Tổng thống Azerbaijan, Ilham Aliyev, con trai và người kế vị Heydar Aliyev, cũng phát biểu:
“Không có bất kỳ một sự cần thiết nào về mặt quân sự, thế mà hàng trăm dân lành đã bị giết hại một cách dã man chưa từng có trong lịch sử. Thi thể của họ còn bị hành hạ, bị lăng nhục. Những đứa trẻ, những người phụ nữ, các cụ già bị giết, có cả những gia đình bị tàn sát toàn bộ. Vào cuối thế kỷ XX, đã xảy ra một trong những tội ác nặng nhất, không chỉ chống lại nhân dân Azerbaijan mà còn chống lại cả nhân loại. Xét về mức độ dã man và tàn bạo thì thảm họa Hojala chính là một trong những tội ác chống lại nhân loại”.

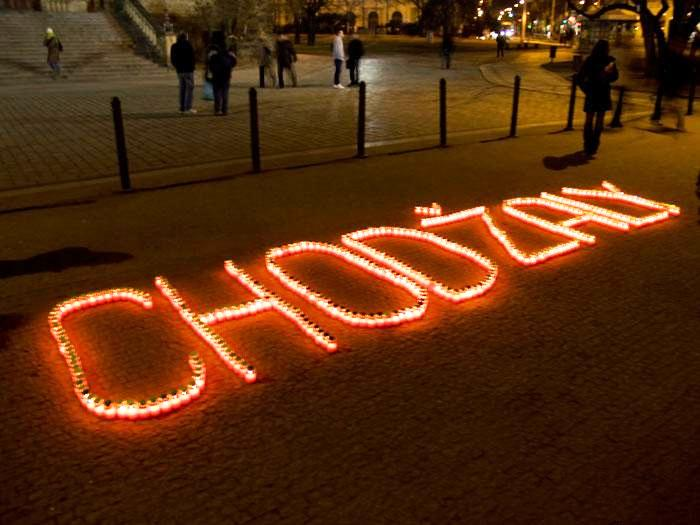
Praha, Cộng hòa Séc
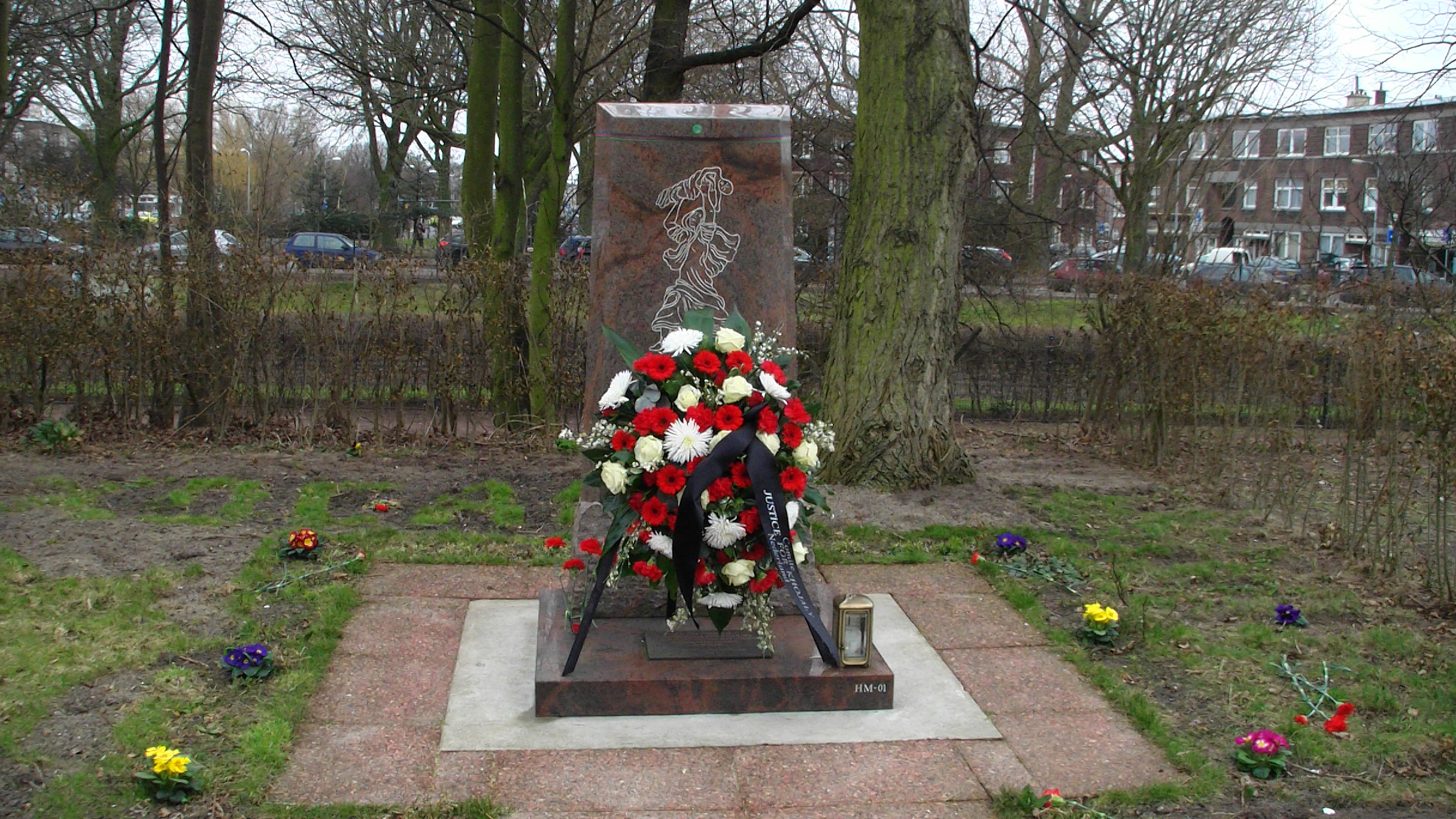
Den Haag, Hà Lan
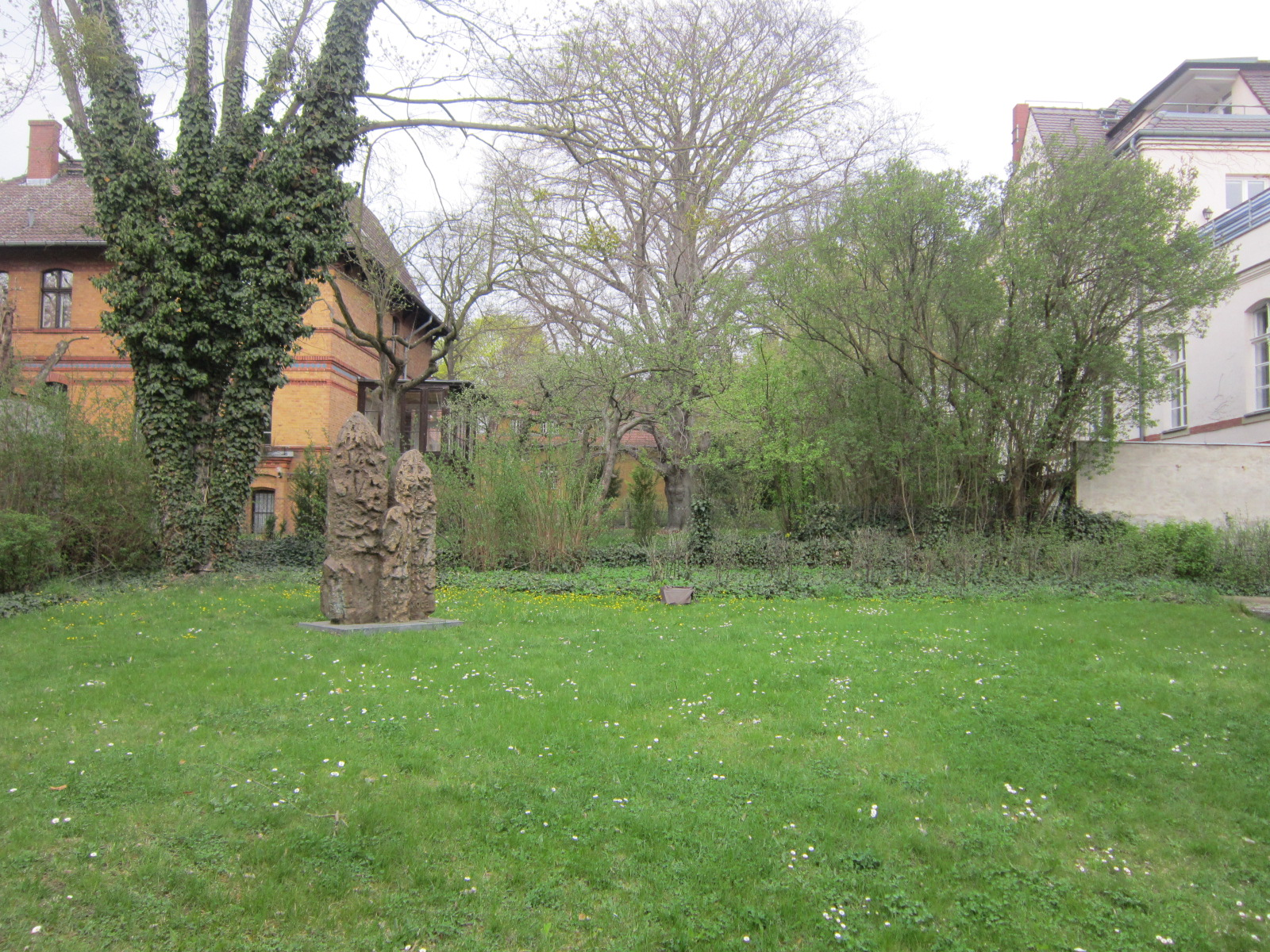
Berlin, Đức

## Công lý cho Khojaly

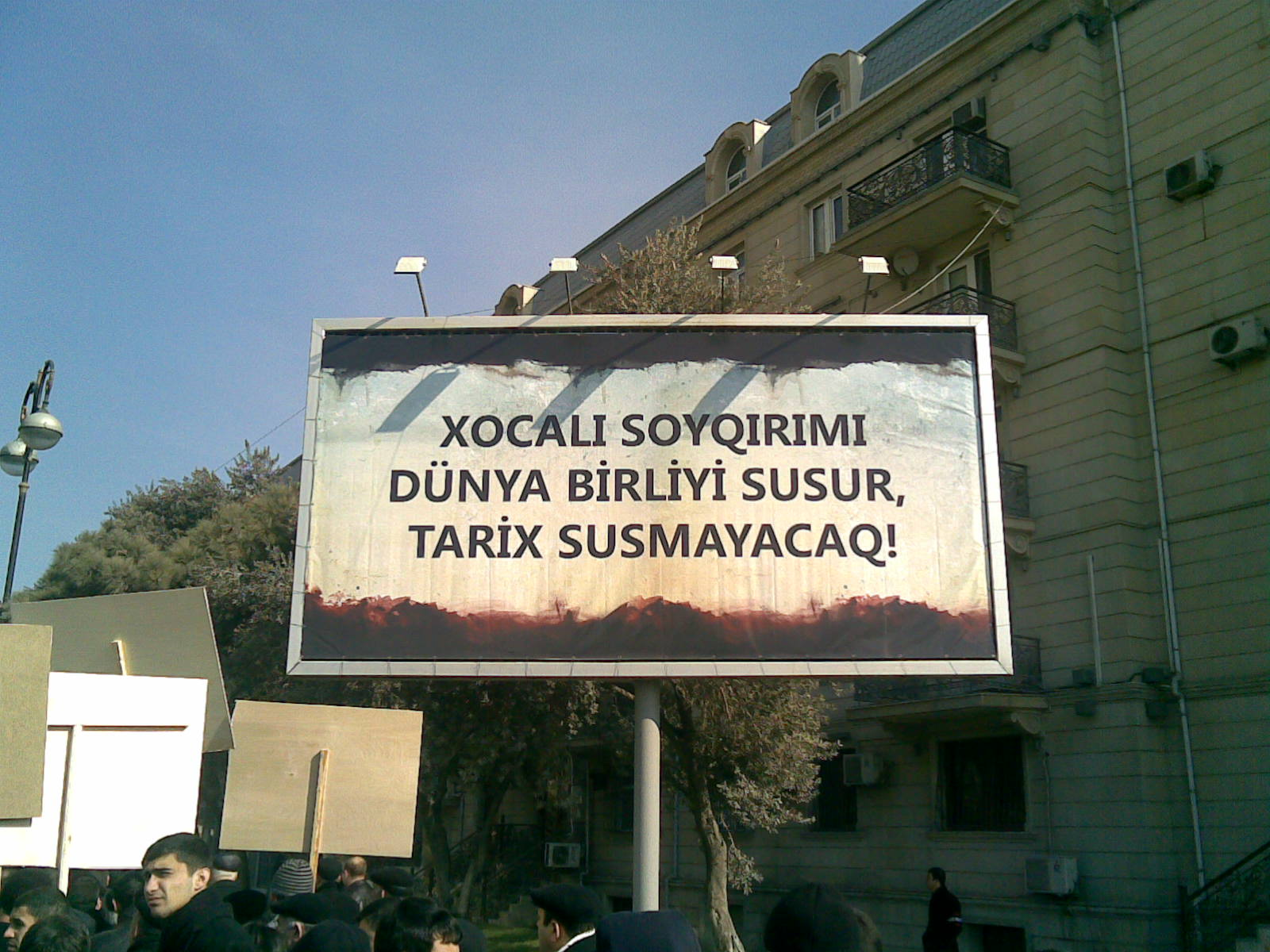
Baku, 26.02.2012

Tổ chức Quỹ Heydar Aliyev, do bà Mehriban Aliyeva, vợ tổng thống Ilham Aliyev, đứng đầu, đã vận động tích cực trong việc công bố và lên án những chủ mưu vụ thảm sát ra quốc tế. Quỹ tổ chức nhiều sự kiện tưởng niệm vụ thảm sát ở 70 nước trên thế giới, cùng nhiều buổi hội thảo, tưởng niệm, xuất bản các cuốn sách, các bản quảng cáo, phát hành đĩa DVD, quay phim trong khuôn khổ chiến dịch quốc tế “Công lý cho Khojaly” (tiếng Azerbaijani: Xocalıya ədalət, tiếng Anh: Justice for Khojaly), do Phó chủ tịch Quỹ, Chủ tịch Tổ chức Thanh niên Azerbaijan Nga – bà Leyla Aliyeva, con gái tổng thống Ilham Aliyev, đứng đầu. Theo công bố của tổ chức này, vụ thảm sát Khojaly đã được các đại biểu quốc hội của 31 nước công nhận là tội ác chống lại loài người.

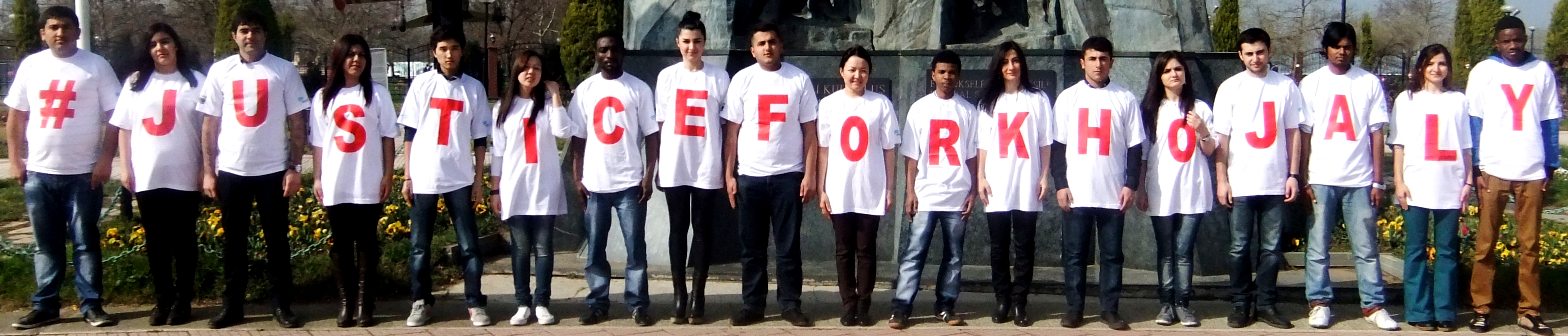
Justice for Khojaly (Công lý cho Khojaly)

Nghị quyết đặc biệt của Tổ chức Hợp tác Hồi giáo (OIC) liên quan đến vụ thảm sát Khojaly là tài liệu đầu tiên của một tổ chức quốc tế công nhận thảm họa này là “tội ác chống lại loài người”. Trong bản Nghị quyết do 51 thành viên thông qua này, thảm sát Khojaly được đánh giá như là “sự diệt chủng tập thể đối với dân lành, do các lực lượng vũ trang Armenia thực hiện”.
Ngày 25 tháng 2 năm 2015, nhân dịp tưởng niệm lần thứ 23 vụ thảm sản Khojaly, Đại sứ quán Azerbaijan đã tổ chức hội nghị với tựa đề Khojaly. Diệt chủng và tội ác chống nhân loại. Chiến thắng của sự không bị trừng phạt tại Hà Nội. Hội nghị trình bày video về vụ thảm sát; dành một phút mặc niệm các nạn nhân; lắng nghe các phát biểu; giới thiệu những cuốn sách, tài liệu, trang web về vụ thảm sát bằng tiếng Việt và tiếng Anh, nơi chứa đựng các thông tin về lịch sử của thảm sát Khojaly, bằng chứng từ các nguồn độc lập, giám định pháp y, lời khai nhân chứng và hình ảnh của các nạn nhân